# Włodzimierz Spasowicz
Włodzimierz Spasowicz o Vladímir Spasóvich (1829-1906) fue un abogado, crítico e historiador literario polaco-ruso.

## Biografía
Vladímir Spasóvich nació en Réchitsa (gubernia de Minsk) el 16 de enero de 1829. Fue a la escuela en Minsk y estudió Derecho en la Universidad de San Petersburgo, donde posteriormente fue profesor. Durante los disturbios estudiantiles de 1861, cuando el gobierno reprimió a algunos de sus estudiantes, Spasóvich, junto con otros profesores, renunció a su puesto como forma de protesta. En 1864, por orden del zar Alejandro II, su libro de texto sobre derecho penal fue prohibido.
Tras la reforma judicial de Alejandro II, emergió como una de los principales fiscales de Rusia. Participó en muchos de los juicios políticos estrella de los años 1860 y 1870, incluido el proceso contra Serguéi Necháyev. Fetiukóvich, el abogado defensor en Los hermanos Karamazov de Dostoyevski, estuvo aparentemente inspirado en Spasóvich.
Spasovich fue uno de los que intentaron unir Rusia y Polonia. Fundó en San Petersburgo el periódico en lengua polaca Kraj, y abogó por «el concepto de la autonomía cultural polaca dentro de Rusia» en el periódico varsoviano Atheneum.
Como historiador literario, Spasóvich compuso numerosos artículos sobre los lazos históricos entre Rusia y Polonia, así como una obra concisa sobre la historia de la literatura polaca.